# Geo D. Whitcomb Company
Die Geo D. Whitcomb Company war ein Hersteller von Maschinen für den Kohlebergbau und Industrielokomotiven. Das Unternehmen wurde 1892 von George Dexter Whitcomb (1834–1914) in Chicago (Illinois) gegründet. Nach 1929 wurde es schrittweise von Baldwin Locomotive Works übernommen.

## Geschichte

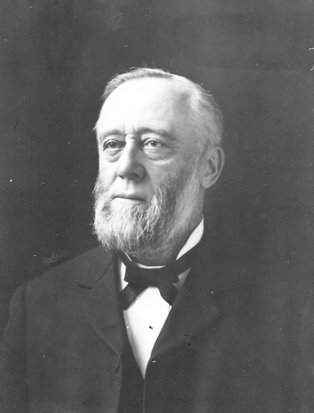
George Dexter Whitcomb

Die Geschichte der Whitcomb Locomotive Works begann 1878, als George Dexter Whitcomb in seiner Werkstatt mit dem Bau von Maschinen für den Kohlebergbau begann. Im späten 19. Jahrhundert konnten Loren im Bergbau nur von Hand geschoben oder von Maultieren und kleinen Pferden gezogen werden. Deshalb bestand der Bedarf nach kleinen Lokomotiven für diese Aufgabe. George Whitcomb erkannte das Marktpotenzial und begann mit der Fertigung einer benzinbetriebenen Lokomotive.
Die erste Lokomotive wurde in einer Mine im Zentrum von Illinois eingesetzt und war erfolgreich. Daraufhin wurde 1892 die Geo D. Whitcomb Company gegründet und die Produktion in ein Werk in Chicago verlegt. Die Nachfrage wuchs weiter und so zog Whitcomb 1907 in ein größeres Werk westlich von Chicago, nach Rochelle (Illinois) um. Zu dieser Zeit wurde auch damit begonnen, dieselelektrische Lokomotiven zu bauen. Der letzte Umzug erfolgte 1912 für die nächsten 40 Jahre in ein noch größeres Werk in Rochelle. Ab 1914 entwarf und baute Whitcomb die ersten explosionssicheren elektrischen Minenlokomotiven.
Während des Ersten Weltkriegs wuchs das Unternehmen weiter. Zu dieser Zeit kamen praktisch alle Aufträge direkt von der Regierung der Vereinigten Staaten. Whitcomb produzierte hunderte gepanzerte Lokomotiven für den Grabenkrieg im Ersten Weltkrieg in Frankreich. Diese kleinen Schmalspurlokomotiven wogen zwischen sechs und neun Tonnen.

### Übernahme von Baldwin Locomotive Works

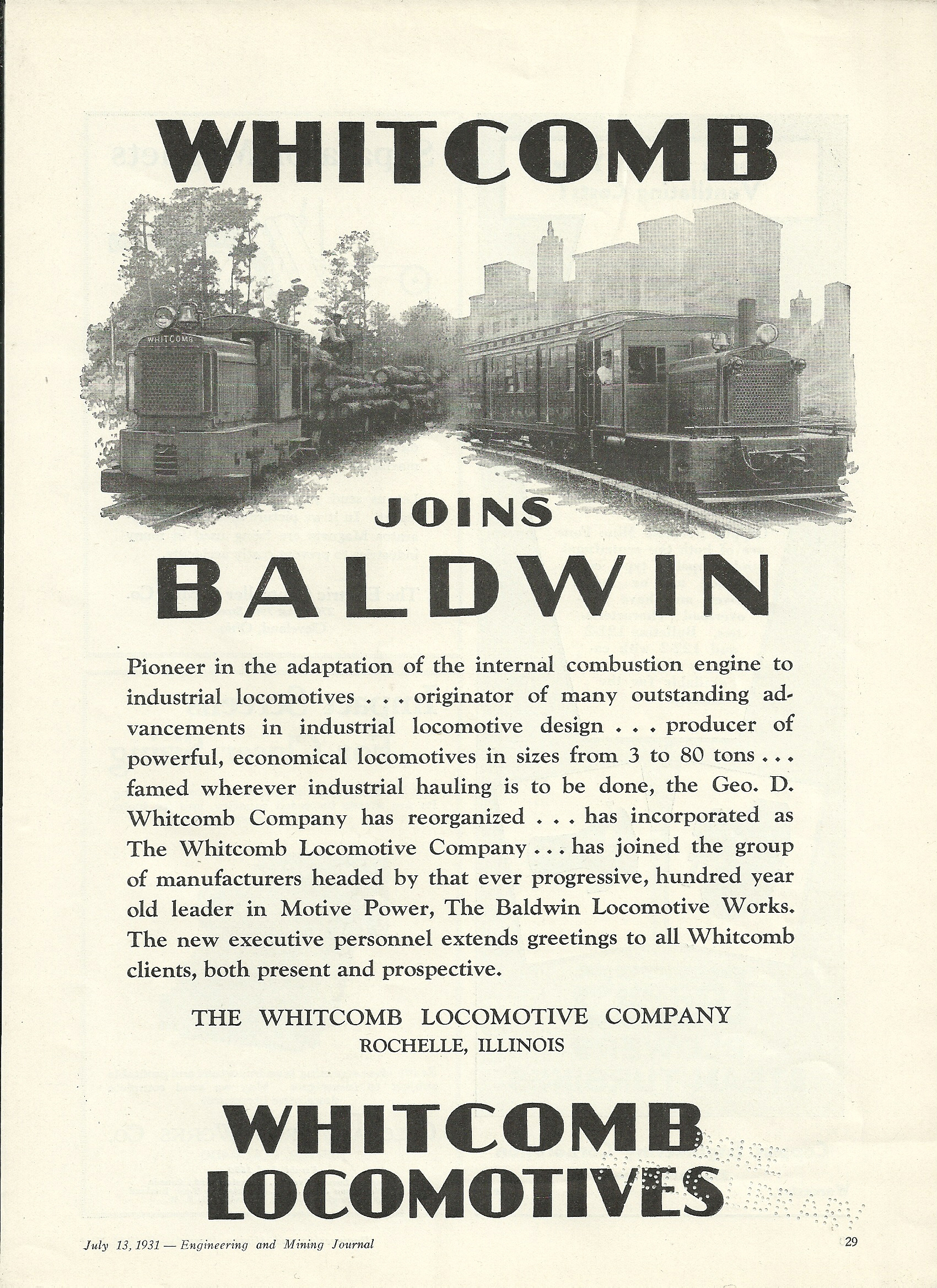
Engineering and Mining Journal, 13. Juli 1931

Ab 1927 wurde die Geo D. Whitcomb Company schrittweise von Baldwin Locomotive Works übernommen. Zuerst erfolgte der Verkauf von Fahrzeugen durch Baldwin. 1928 wurde eine Rekapitalisierung durchgeführt, und Baldwin übernahm Anteile an Whitcomb. Ab 1929 wurden die größten benzinelektrische Lokomotiven des amerikanischen Transportsystems gebaut, dicht gefolgt von dieselelektrischen Loks.
Ab 1930 saßen drei leitende Angestellte von Baldwin im Vorstand der Firma, die im gleichen Jahr einen Kredit von Baldwin erhielt. Danach übernahm der Kreditgeber die Vorstandsmehrheit. Nachdem 1931 die Konten von Whitcomb wegen hoher Schulden gesperrt wurden, beantragte der Vorstand den Konkurs.
Am 13. April 1931 stellte das Bundesgericht die Geo D. Whitcomb Company zum Verkauf. Baldwin erwarb die Vermögenswerte und gründete die Tochtergesellschaft Whitcomb Locomotive Company. Bis in die späten 1940er Jahre blieb die Firma Hersteller von kleinen Diesel- und Rangierlokomotiven, was eine Erweiterung des Werks in Rochelle notwendig machte. Während des Zweiten Weltkriegs wurden die größten und leistungsstärksten Modelle erbaut, darunter die Lok 65-DE-14 mit einem Gewicht von 65 Tonnen und einer Mittelkabine in den Varianten A und B.

### Übernahme durch Westinghouse Electric Company
1948 kam die Muttergesellschaft Baldwin in Schwierigkeiten und geriet unter die Kontrolle der Westinghouse Electric Company. Sie fusionierte 1951 mit der Lima-Hamilton Corporation zur Baldwin-Lima-Hamilton Corporation (BLH). Das Management von Baldwin war daran interessiert, auf dem Markt für dieselelektrische Lokomotiven mit der American Locomotive Company und mit Electro-Motive Diesel zu konkurrieren. Daran hatte Westinghouse kein Interesse und beendete das Engagement. Im Februar 1952 wurde das Werk in Rochelle geschlossen und die Produktion in das Werk von Baldwin in Eddystone (Pennsylvania) verlegt. Die letzte Whitcomb-Lokomotive wurde Ende März 1956 gebaut. In 64 Jahren wurden mehr als 5000 Lokomotiven hergestellt.
Dank niedriger Instandhaltungs- und Betriebskosten sind mehrere kleine Rangierlokomotiven erhalten.

## Lokomotiven
In den 1920er Jahren begann Whitcomb damit, seine Lokomotiven mit Bezeichnungen zu versehen, aus denen Gewicht, Antriebsart und Konstruktionsnummer hervorging. Das Unternehmen produzierte in den 1930er Jahren Modelle wie 20-GM-3, 5-DM-13 und 20-GM-9 (manchmal auch ohne Bindestriche).
Die Bezeichnungen setzten sich wie folgt zusammen:
- die ersten beiden Ziffern bezogen sich auf das Gewicht, die beiden folgenden Buchstaben auf die Antriebsart (DM = dieselmechanisch, DE = dieselelektrisch und GM = gasmechanisch) und die letzten beiden Ziffern auf die fortlaufende Nummer in der Serie. Wenn es eine Variante gab, wurde sie mit 25-DM-42A oder B bezeichnet.

Am Beispiel der 5-DM-13: die „5“ ist das Gewicht von 5 Tonnen, „DM“ bedeutet dieselmechanisch und „13“ ist die dreizehnte Lok der Serie. Alle Lokomotiven der Whitcomb Locomotive Works in den 1930er Jahren waren zweiachsig.
| Modell                        | Herstellungszeitraum | Gewicht | Seriennummern |
| ----------------------------- | -------------------- | ------- | ------------- |
| Benzinbetriebene Lokomotiven  | 1892–1930er          | 5–20 t  | 1–10.000er    |
| Gasmechanische Lokomotiven    | 1906–1952            | 30–40 t | 1–10.000er    |
| Dieselmechanische Lokomotiven | 1906–1952            | 30–40 t | 40.000er      |
| Gaselektrische Lokomotiven    | 1906–1952            | 10–90 t | 50.000er      |
| Dieselelektrische Lokomotiven | 1906–1952            | 10–90 t | 60.000er      |
| Modelle unter Baldwin-Regie   | ab 1931              | 10–90 t | 76.000er      |

## Bilder

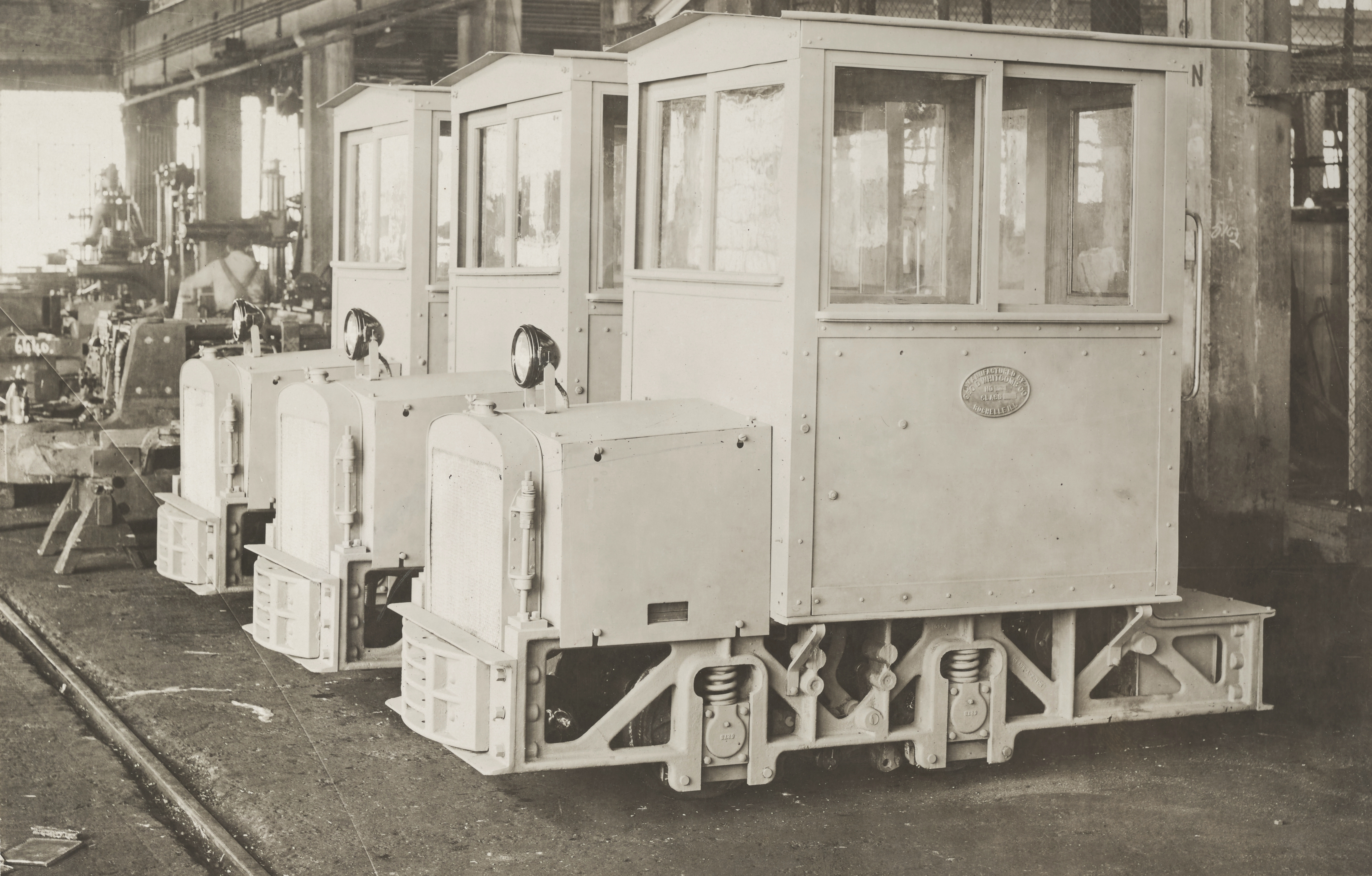
Militärlokomotiven im Werk von Rochelle, 1918
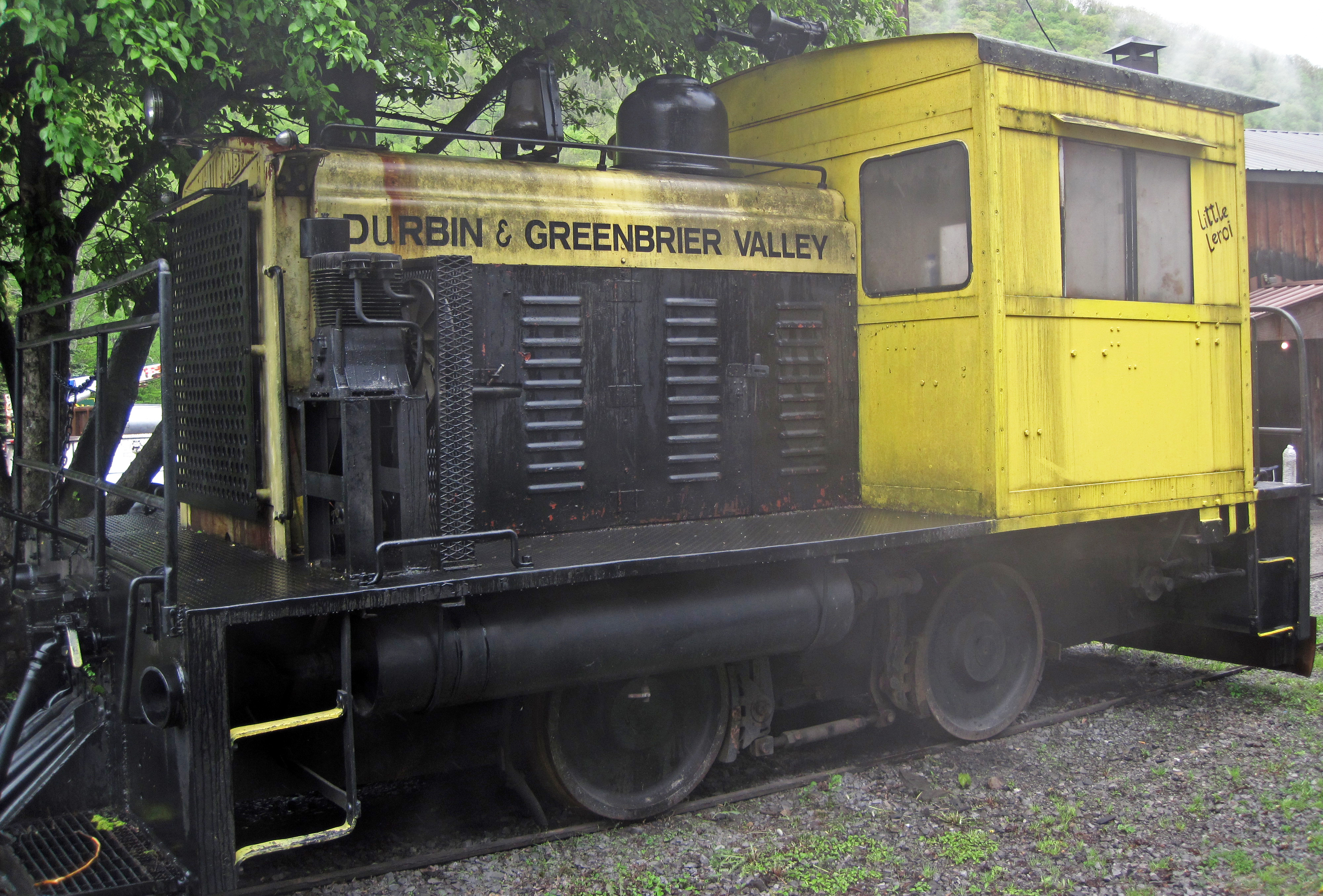
20 t – Nr. 6 der Durbin & Greenbeer Valley Railroad, Mai 2016
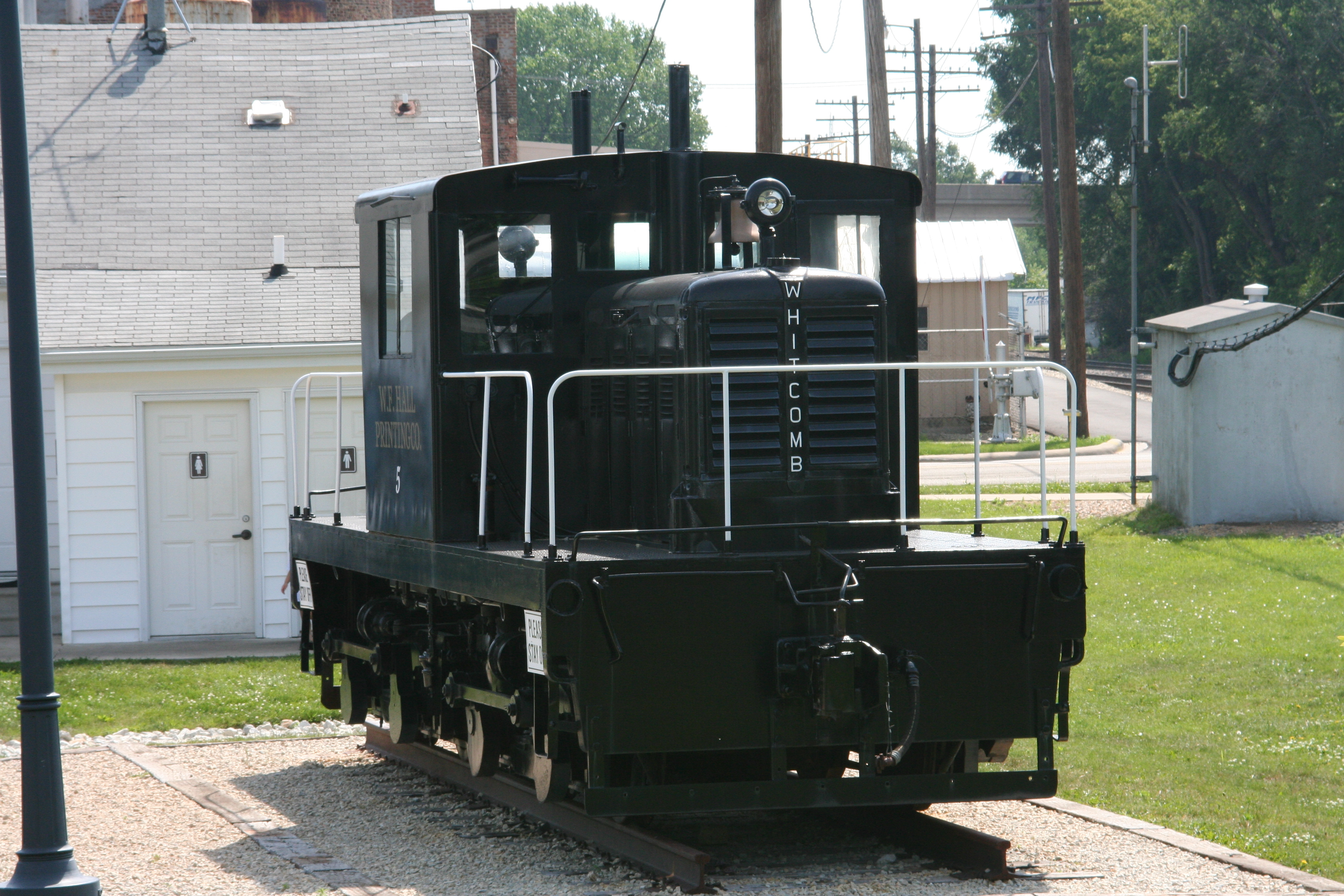
50 t – Nr. 5 der W. F. Hall Printingco., Juli 2007
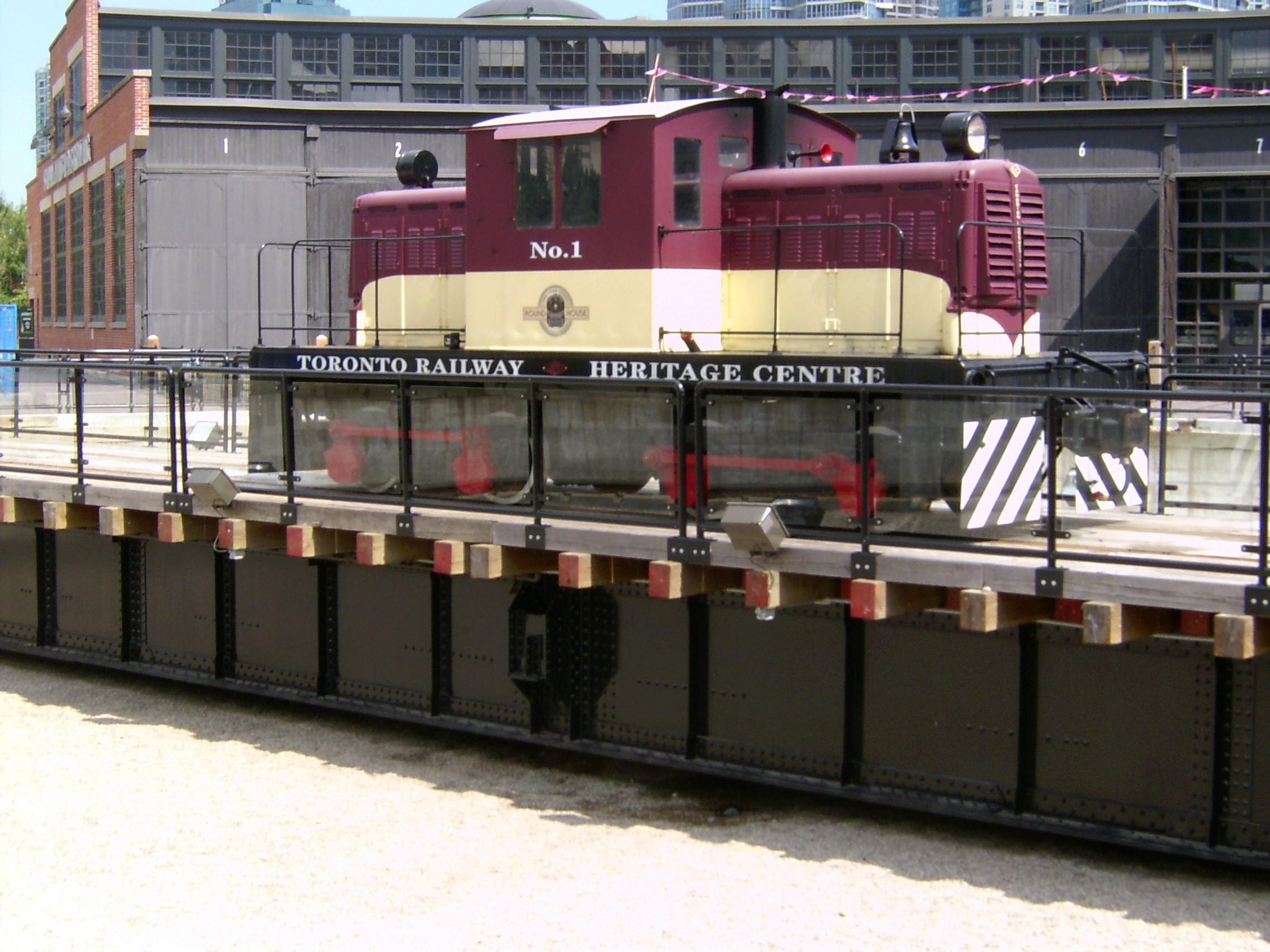
50 t – Nr. 1 der Toronto, Hamilton and Buffalo Railway, August 2006
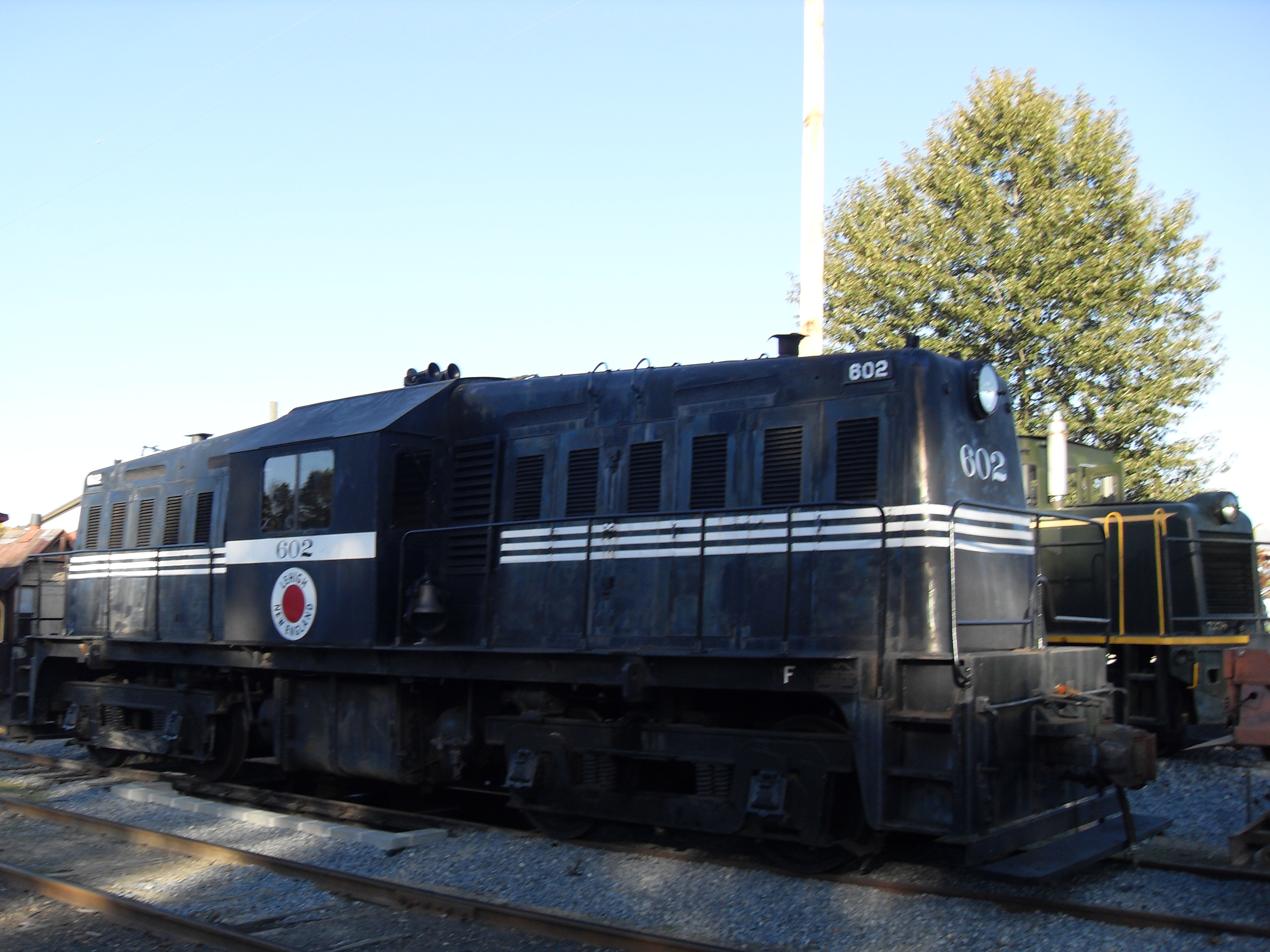
70 t – Nr. 602 der Lehigh and New England Railroad, Oktober 2008
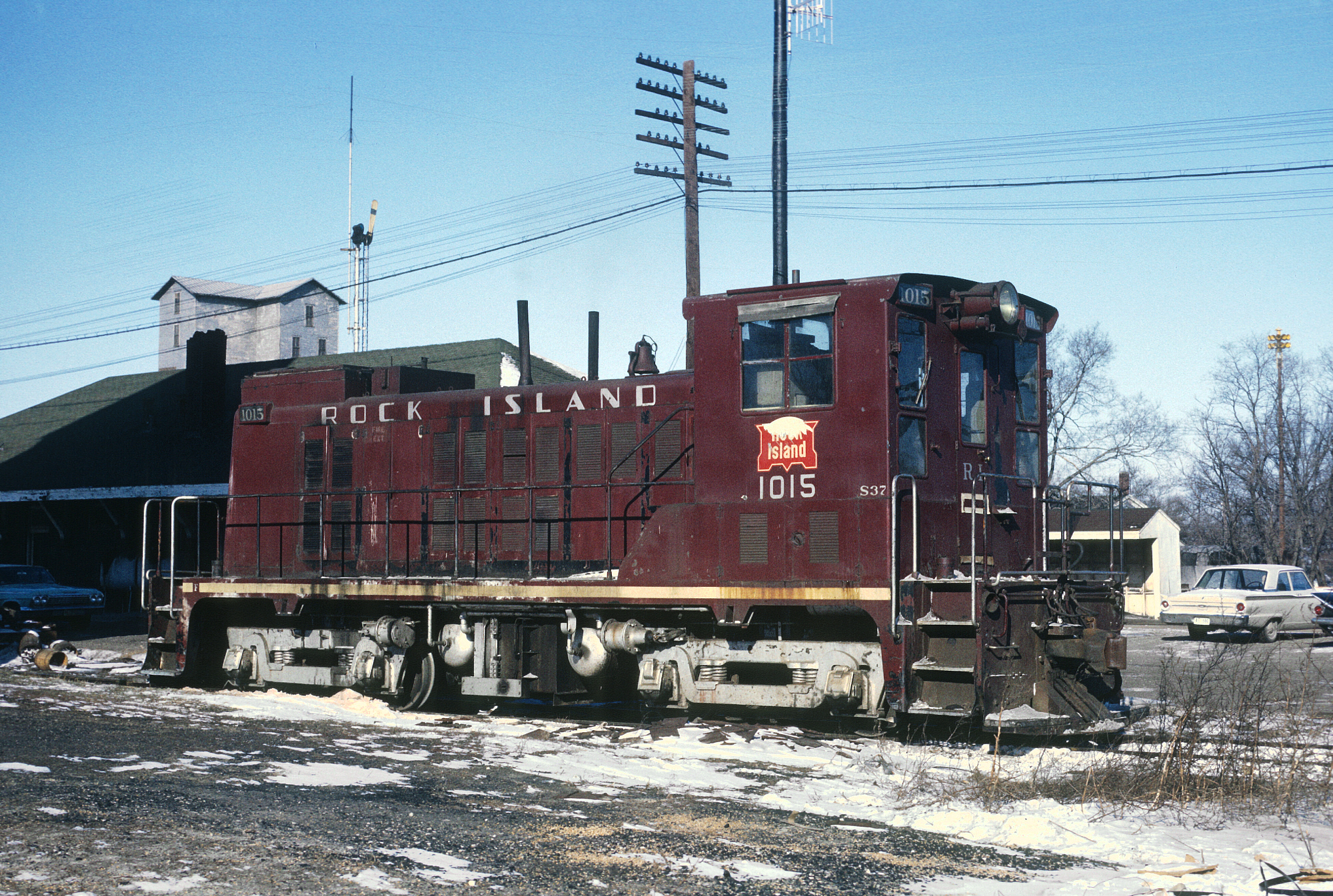
75 t – Nr. 1015 der Chicago, Rock Island and Pacific Railroad, Januar 1967